# 2009仁川世界都市祝典
2009仁川世界都市祝典（-インチョンせかいとししゅくてん、英称：Global Fair & Festival 2009 Incheon, Korea）は大韓民国の仁川広域市で2009年8月7日から10月25日まで開かれた国際行事である。 
仁川広域市は国際的な空港と港湾を保有し、大韓民国の中央政府によって最初に経済自由区域に指定された。仁川広域市の三つの区域である永宗、青蘿、松島が仁川経済自由区域（IFEZ）に指定され、この中の松島（ソンド）区域で2009仁川世界都市祝典が開かれることになった。
多様な国際展示とカンファレンス及びイベントで構成される総合的な博覧会の性格を持つフェスティバルで、下記の内容で構成される。

## 展示
展示は未来都市開発と関連する主題で、それぞれの企業や政府の独立館と共同出展館で成り立ち、各企業や機関は都市発達の過程、現在の各都市の発展状況と未来都市の発展方向を提示する。
展示分野では多様な都市文化と最先端技術製品、日常の現代都市生活に対する親環境的代案などを見せると同時に、参加者にビジネス広報の機会も与えることとなる。

## カンファレンス
2009仁川世界都市祝典期間、国際的な規模のカンファレンスも多様に開かれる予定である。都市関連問題を重点的に議論するカンファレンスは祝典が開かれる80日間、休みなく開催され、影響力のあるリーダーたち、都市代表者、世界的な学識者、企業の代表、都市開発者などが招かれる。代表的なカンファレンスとしてはアジア太平洋都市サミット（APCS）とグローバル環境フォーラムなどがある。

## イベント
イベントとフェスティバルは、2009仁川世界都市祝典の重要な一部である。参加者と来場者たちは80日間、文化の日、企業の日、パレード、食べ物祭り、マルチメディアショー、コンサートなど多様に用意されたイベントとフェスティバルを楽しむことができる。

## 仁川のランドマーク
1. 仁川国際空港
2. 仁川大橋
3. セントラルパーク
4. 北東アジア貿易タワー
5. 松島コンベンシア（コンベンションセンター）
6. トゥモローシティー（ユビキタス体験館）
7. パラマウント映画公園
8. 仁川タワー
9. ルワンシティー
10. 世界貿易センター